# Arcadiopolis in Europa
Arcadiopolis in Europa (łac. Archidiœcesis Arcadiopolitanus in Europa) – stolica historycznej diecezji w Cesarstwie Rzymskim (prowincja Europa), współcześnie w Turcji). Wzmianki o biskupach pochodzą z V–IX wieku. W 1933 ustanowiona katolickim arcybiskupstwem tytularnym, od 1968 nieobsadzona.

## Arcybiskupi tytularni
| Lp. | Biskup                   | Od                   | Do                   |
| --- | ------------------------ | -------------------- | -------------------- |
| 1   | Emile Yelle PSS          | 21 lipca 1933        | 21 grudnia 1947      |
| 2   | Marcel Lefebvre CSSp.    | 22 września 1948     | 14 września 1955     |
| 3   | Auguste-Siméon Colas MEP | 28 października 1955 | 24 października 1968 |